# Rastrojero
Rastrojero war eine argentinische Fahrzeugmarke.

## Geschichte
Das Rastrojero-Projekt wurde 1952 unter der Regierung von Juan Perón als Projekt des staatlichen Unternehmens Industrias Aeronáuticas y Mecánicas del Estado (I.A.M.E.) in Córdoba initiiert. Ziel der Peronisten war die Industrialisierung Argentiniens, unter anderem durch eine unabhängige argentinische Automobilindustrie. Politisch motiviert wie die Entstehung der Marke war auch ihr Ende. Auf Grund eines Erlasses der argentinischen Militärjunta wurde die Produktion 1979 eingestellt.

## Erste Serie von 1952 bis 1969

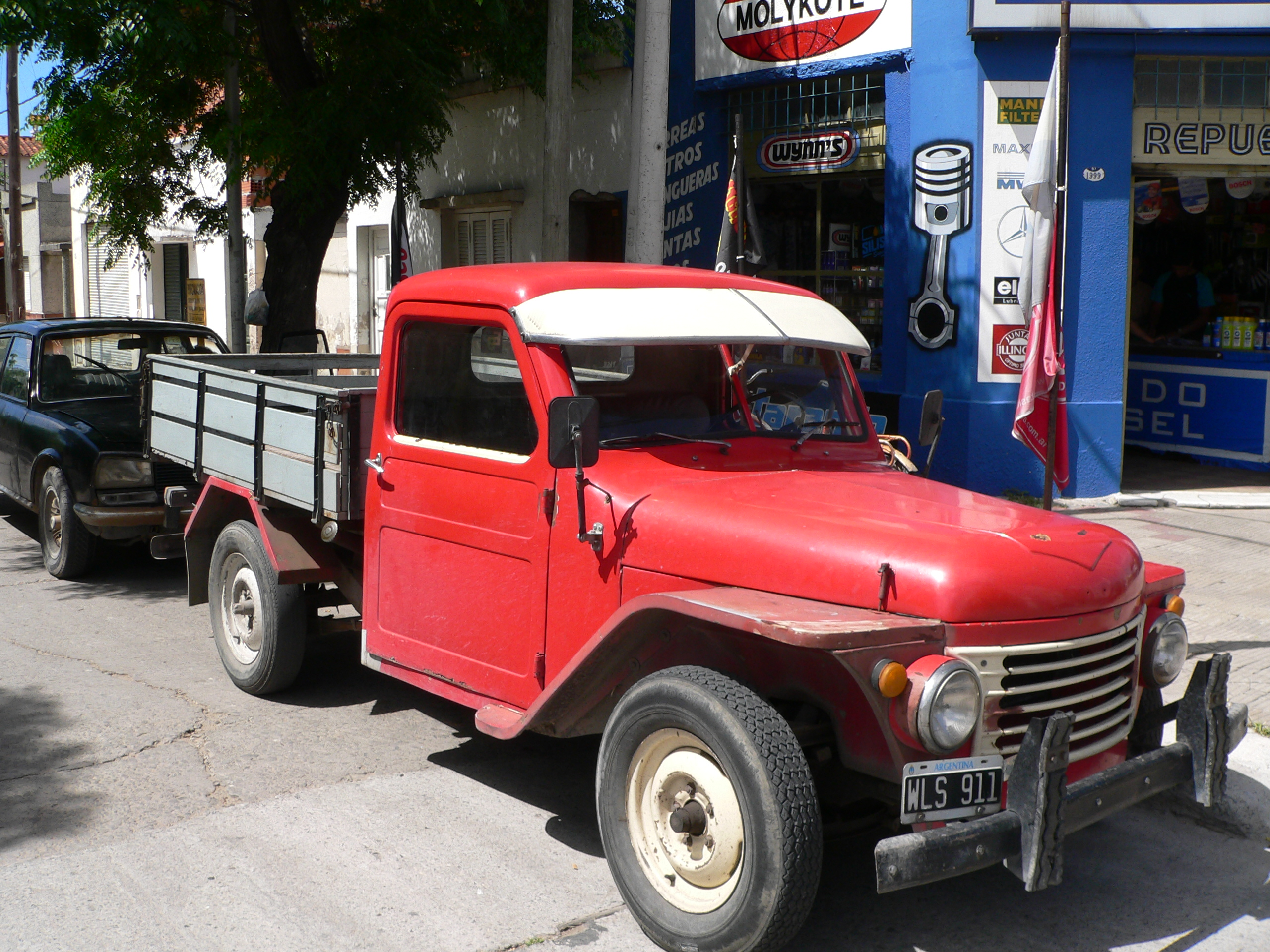
IAME Rastrojero Diesel NP-66 (1967)

Die argentinische Regierung kaufte Teile einer nach dem Zweiten Weltkrieg in den USA gescheiterten Produktion von Empire-Traktoren auf. In Kombination mit einem Chassis, das dem des 1937er Ford ähnlich war, und 2,2-Liter-Benzinmotoren mit 65 PS von Willys-Overland gestalteten Ingenieure einen Pick-up (spanisch Camioneta) mit einer Ladefläche aus Holz und einer halben Tonne Nutzlast. Überliefert sind Kastenwagen und Pritschenwagen. Bei einem Radstand von 2680 mm waren die Fahrzeuge 4650 mm lang, 1690 mm breit und 1660 mm  hoch.
Nachdem im Jahr 1954 die Empire-Komponenten verbaut waren und Borgward ein Motorenwerk in Argentinien baute, stellte man die Produktion auf Borgward-D4M-Dieselmotoren mit 1758 cm³ und 42 PS, später 52 PS um. Bis 1969 wurden insgesamt 26.000 Fahrzeuge hergestellt.

## Zweite Serie von 1969 bis 1979

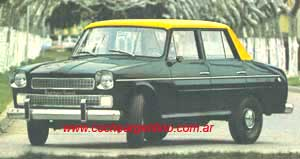
Rastrojero Conosur

Im Jahr 1968 wurde ein neues Modell entworfen. Ein über Peugeot bezogener Indenor-XD-Dieselmotor mit 1,8 Liter Hubraum und zunächst 65 PS, später 68 PS, ersetzte das Borgward-Aggregat. Die Karosserie war mit ihrer Mischung aus der Trapezform eines Fiat 1800 von 1959 und den kubischen Formen eines Fiat 124 von 1966 moderner gestaltet. Die zweitürige Version verfügte über eine Ladefläche aus Vierkantmetallrohren und Holzplanken. Die viertürige Pickup-Version und der Kombi hatten eine Ganzstahlkarosserie, die beim Pickup auch die Ladefläche einschloss. Später kam die viertürige Limousine „CONOSUR“ für Taxiflotten dazu. Mit etwa 4100 Exemplaren wurden deutlich weniger Fahrzeuge verkauft als vom Vorgängermodell. Eine andere Quelle bestätigt einige viertürige Limousinen.

## Frontalito 1969 bis 1979
Ein Kleinlastwagen nach dem Frontlenkerprinzip mit Frontantrieb, 1150 kg Zuladung und 2-Liter-Indenor-Dieselmotor ergänzte ab 1969 das Programm. Der Frontalito war zunächst als Auto Union konzipiert und weist eine große Ähnlichkeit zum ab 1963 in Spanien produzierten DKW F 1000 auf.

## Frontal 1969 bis 1979
1969 wurde die Produktion des Borgward B 611, der von 1960 bis 1962 in Lizenz produziert worden war, wieder aufgenommen. Als Motor kam ein 3,2-Liter-Indenor-Dieselmotor zum Einsatz. Die Nutzlast betrug 2225 kg.

## Motoren

### Benziner (1952–1954)
- Motor: Willys-Overland
- Hubraum (cm³): 2199
- 4 Zylinder 4 Takt, seitliche Ventile
- Bohrung × Hub. (mm): 79,3 × 111,1
- Verdichtung: 7,5:1
- Leistung (PS): 65 bei 4000/min
- Treibstoff: Benzin mit niedriger Oktanzahl
- Vergaser: Carter W 01
- Vorwärtsgänge: 3

### Diesel NP 62 (1954–1965)
- Motor: Borgward D4M 1,8
- 4 Zylinder Dieselmotor, OHV
- Hubraum (cm³): 1758
- Bohrung × Hub (mm): 78 × 92
- Kompression: 19,8:1
- Leistung (PS): 42 bei 3400/min
- max. Drehmoment: 103 Nm bei 2200/min
- Vorkammerprinzip, indirekte Einspritzung: Bosch FP / KE 22 A
- Vorwärtsgänge: 4

### Diesel NP 66 (1965–1969)
- Motor: Borgward D301 E1
- 4 Zylinder Dieselmotor, OHV
- Hubraum (cm³): 1797
- Bohrung × Hub (mm): 78 × 94
- Kompression: 19,8:1
- Leistung (PS): 52 bei 4000/min
- max. Drehmoment (Nm): 106 bei 2300/min
- Vorkammerprinzip, indirekte Einspritzung: Bosch FP / KE22 M6
- Vorwärtsgänge: 4

### Diesel XD 4.88 (1965–1969)
- Motor: Indenor XD 4.88
- 4 Zylinder Dieselmotor, OHV
- Hubraum (cm³): 1946
- Bohrung × Hub (mm): 88 × 80
- Kompression: 21,0 : 1
- Leistung: (DIN – PS): 60 bei 4500/min
- max. Drehmoment (Nm): 118 bei 2250/min
- Vorwärtsgänge: 4

## Produktionszahlen
| Modell                    | Stückzahl | Produktionszeitraum |
| ------------------------- | --------- | ------------------- |
| Benziner                  | 2.365     | 1952–1954           |
| Diesel NP 62              | 26.067    | 1954–1965           |
| Diesel NP 66              | 3.430     | 1965–1969           |
| Diesel NP 66 Doppelkabine | 704       | 1969–1979           |